# Пятница, 13-е — Часть 8: Джейсон штурмует Манхэттен
«Пятница, 13-е — Часть 8: Джейсон штурмует Манхэттен» (англ. Friday The 13th. Part VIII: Jason Takes Manhattan) — американский слэшер, выпущенный 28 июля 1989 года. Восьмой фильм в серии «Пятница, 13-е». На этот раз Джейсон Вурхиз преследует группу школьников, празднующих выпускной на борту корабля, отправляющегося в Нью-Йорк.
Фильм собрал в прокате всего $14,3 млн, став самым неприбыльным в истории франшизы, что в итоге вылилось в то, что он же стал последним фильмом в серии, произведённым компанией «Paramount Pictures» — после этого она продала права на франшизу кинокомпании «New Line Cinema» (и вернулась к ней лишь только в 2009 году).
Роб Хедден, который выступил режиссёром и сценаристом фильма, признал всю критику фанатов и выразил полную солидарность с ними, признав, что ему самому фильм тоже не понравился — по его словам, он вышел совсем не таким, каким он его задумывал, но он вынужден был выполнять требования студии.

## Сюжет
Проходит год с момента событий предыдущего фильма. Короткое замыкание от лодки воскрешает Джейсона, который мгновенно начинает убивать вновь. Первыми становятся выпускники Джим и Сьюзи, которые занимались сексом в лодке на озере. Там же Джейсон находит новую хоккейную маску, которой Джим пугал Сьюзи.
На следующее утро корабль забирает выпускников школы Лэйквью на выпускной бал в Нью-Йорк. Прежде чем корабль отплывает, на его борт забирается Джейсон. Ночью у Ренни возникают видения о Джейсоне. И пассажиры корабля начинают погибать. Сначала эта участь постигает рок-звезду Джей-Джей, которую Джейсон убивает ударом гитары по голове. Следующим маньяк убивает боксёра в сауне. Затем погибает Тамара Мэнсон, которую Джейсон режет куском стекла, когда та принимает душ. Следующими погибают капитан корабля Робертсон и его помощник Карлсон. Остальные выпускники пытаются убить Джейсона, но у них это не получается. Потом погибают Ева, Уэйн и Майлз. Но тут корабль начинает тонуть. Ренни, Коллен, Миссис Ван Дюзен, Джулиус, сын капитана Шон и собака Тобби покидают корабль на лодке.
Группа прибывает в Нью-Йорк. Джейсон продолжает их преследовать, по пути убивая двух наркоманов, полицейского, Джулиуса и Чарльза. Шону и Ренни маньяк позволяет сбежать. После этого они пытаются скрыться в закусочной, однако Джейсон настигает их и здесь. Затем они попадают в канализацию, где встречают рабочего. Джейсон убивает и его. Перед тем, как он настигает последних выживших, его обливают токсическими отходами и затем смывают их потоком. В последнем кадре Ренни, Шон и собака Тобби идут по улицам Нью-Йорка.

## Актёры и роли
- Дженсон Дэджет — Ренни Викман
  - Эмбер Павлик — Ренни в детстве
- Скотт Риверс — Шон Робертсон
- Кейн Ходдер — Джейсон Вурхиз
  - Тимоти Берр Миркович — Джейсон в детстве
- Барбара Бингэм — Миссис Колин Ван Дюзен
- Питер Марк Ричман — Профессор Чарльз МакКалок
- Ви Си Дюпри — Джулиус Гоу
- Мартин Камминс — Уэйн Веббер
- Шарлин Мартин — Тамара Мэйсон
- Келли Ху — Ева Ватанабэ
- Гордон Кёрри — Майлз Вулф
- Сэффрон Хэндерсон — Джей-Джей Джаретт
- Алекс Дьякун — Матрос Билли
- Уоррен Мансон — Адмирал Робертсон
- Фред Хэндерсон — Инженер Джим Карлсон
- Тодд Шеффер — Джим Миллер
- Тиффани Полсен — Сьюзи Доналдсон
- Сэм Саркар — Бандит Гомес
- Майкл Бенэйр — Бандит Джоджо

## Производство

### Сценарий
У режиссёра и автора сценария Роба Хеддена изначально было две разных идеи для фильма — «Джейсон на корабле» или «Джейсон в большом городе». «Paramount» предложила ему не выбирать (и соответственно разделить на обе части), а просто объединить их в одно целое.

### Кастинг
Повара-верзилу, которого Джейсон в нью-йоркском кафе швыряет в стену с зеркалом, сыграл Кен Кирзингер — актёр, в будущем сыгравший Джейсона в фильме «Фредди против Джейсона».
В эпизодах с маленьким Джейсоном снимали сына Стивена Джея Мирковича — монтажёра фильма. Элизабет Бёркли и Диди Пфайфер пробовались на роль Ренни.

### Съёмки
Одной из главных претезний критиков и фанатов к фильму было то, что фильм не оправдал своего названия — нью-йоркский остров Манхэттен появляется в сюжете лишь в последней трети фильма. На самом же деле в сценарии было запланировано гораздо больше сцен с его участием: в кадре должны были появиться популярные места, вроде Мэдисон-сквер-гарден, Эмпайр-стейт-билдинг, Бруклинского моста и т. д.. Однако «Paramount» попросила Роба Хеддена сократить список достопримечательностей, потому что бюджет фильма не мог потянуть съёмки в таких местах. Как итог, единственная сцена, которую снимали на реальном Манхэттене, была сцена на Таймс-сквер (когда Шенн и Ренни выходят из метро) — все остальные «манхэттенские» сцены (порт, переулки, метро, кафе и канализация) снимали в Канаде в Ванкувере.
Когда снимали кадры на Таймс-сквер, то съёмочной группе пришлось выставить кордон полиции, потому что вокруг съёмочной площадки собралась большая толпа фанатов. Кейн Ходдер в перерывах развлекал себя тем, что, будучи полностью загримированным, медленно прогуливался вдоль кордона и иногда замирал на месте и смотрел в толпу зрителей, чем приводил их в большой восторг.
В остальном же, в Нью-Йорке были сняты только панорамные кадры самого Манхэттена и со Статуей Свободы.

### Музыка
Восьмая «Пятница» — единственная часть сериала, музыку для которой писал не Гарри Манфредини, а Фред Муллен («фирменный» мотив Джейсона звучит только в финальных титрах).
В фильме также звучали песни:
- «The Darkest Side Of The Night» в исполнении Metropolis.
- «Say This To Me» в исполнении Neo a4.
- «Tamara’s Bio Project» в исполнении Rob Hedden и Murray Middleman.
- «Broken’s Dream» в исполнении Terry Crawford.
- «Stalker’s Rocker» в исполнении Steve Linn и Tim Yalda.
- «Strike» в исполнении The Koo.

А также:
- «J.J.'s Blues».
- «Living In The City».
- «(Theme From) New York, New York».

## Слоганы

### Слоганы
- «New York has a new problem» — «У Нью-Йорка новая проблема»
- «The Big Apple’s in big trouble» — «Большие неприятности в Большом Яблоке»

## Релиз

### Кассовые сборы
Фильм Пятница, 13: Джейсон штурмует Манхэттен вышел в прокат 28 июля 1989 в США. Фильм не выпускался в других странах. В общей сумме фильм собрал в прокате $14 343 976 при бюджете в $5 000 000, став самым неприбыльным фильмом во франшизе. В первый уик-энд фильм собрал $6 251 310, что составило 43,6 % от общей суммы прибыли. Фильм показывался в 1683 кинотеатрах, в целом каждый кинотеатр принёс выгоды в $3714. Общее число зрителей составило около 3.6 млн человек. В прокате фильм шёл 10 дней.
В прокате фильм получил рейтинг Restricted (лицам до 17 лет разрешено смотреть фильм в присутствии родителей). Это связано с большим количеством откровенных сцен и сцен насилия, которые заняли значительную часть фильма.

### Критика
В целом, картина получила преимущественно отрицательные отзывы от кинокритиков и публики. На сайте Rotten Tomatoes рейтинг фильма составляет 8 %, на основании 21 резенции критиков (из них 2 положительные, 19 отрицательных). Рейтинг аудитории на том же сайте составляет 2.7/5 (число проголосовавших превышает 60 000).
На сайте Allrovi картина получила оценку 2.5/5 от редактора сайта и средний рейтинг 3.5/5 от голосовавших. На интернет-базе IMDb рейтинг кинозрителей составляет 4.2/10 (число проголосовавших превышает 15 000). На русскоязычном ресурсе КиноПоиске рейтинг картины в среднем 5.0/10 (число проголосовавших превышает 1000). В соответствии с этим оценка картины характеризуется как нейтральная.
В основном, картина была подвергнута критике за утрату атмосферы первых серий Пятница, 13 и большом акцентировании на убийствах, в результате чего был утрачен коронный приём фильмов ужасов — саспенс. При этом положительно была оценена актёрская игра Кейна Ходдера, исполнившего роль Джейсона, а также его грим. Некоторые критики указывали на неправильное название картины: на самом деле, Джейсон проводит на Манхэттене лишь последнюю треть фильма.